# 長瀬茶所駅
長瀬茶所駅（ながせちゃじょえき）は、岐阜県揖斐郡長瀬村（現・揖斐川町）にあった名古屋鉄道（名鉄）谷汲線の駅である。
長瀬駅 - 結城駅の間、黒野駅より9120m地点に存在した。谷汲線の廃止（2001年）以前に廃駅となった。

## 歴史
計画当初、この駅の設置は予定されていなかったが、1925年12月15日の「鉄道工事設計変更認可申請書」によって「茶所駅」として計画に追加され、1926年の谷汲鉄道開業と同時に長瀬茶所駅として設置された。駅の傍には「お茶所さん」の別名で知られる「正受寺」があり、駅の設置は参詣客の利用を見込んだものであった
しかし利用客が少なかったため、名古屋鉄道が谷汲鉄道を合併した1944年より休止され、そのまま1958年に廃止された。
- 1926年（大正15年）4月6日 - 谷汲鉄道の黒野駅 - 谷汲駅間の開業により開設[5][6][7]。
- 1944年（昭和19年）
  - 3月1日 - 名古屋鉄道への合併により同社の谷汲線の駅となる[6][8]。
  - 日時不明 - 休止[6][8]。
- 1958年（昭和33年）5月1日 - 廃止[6][9]。

## 駅構造・周辺環境
- 単式ホーム1面1線を持っていた[10]。

- 揖斐川町コミュニティバスの「長瀬診療所前バス停」が近隣にある[11]。

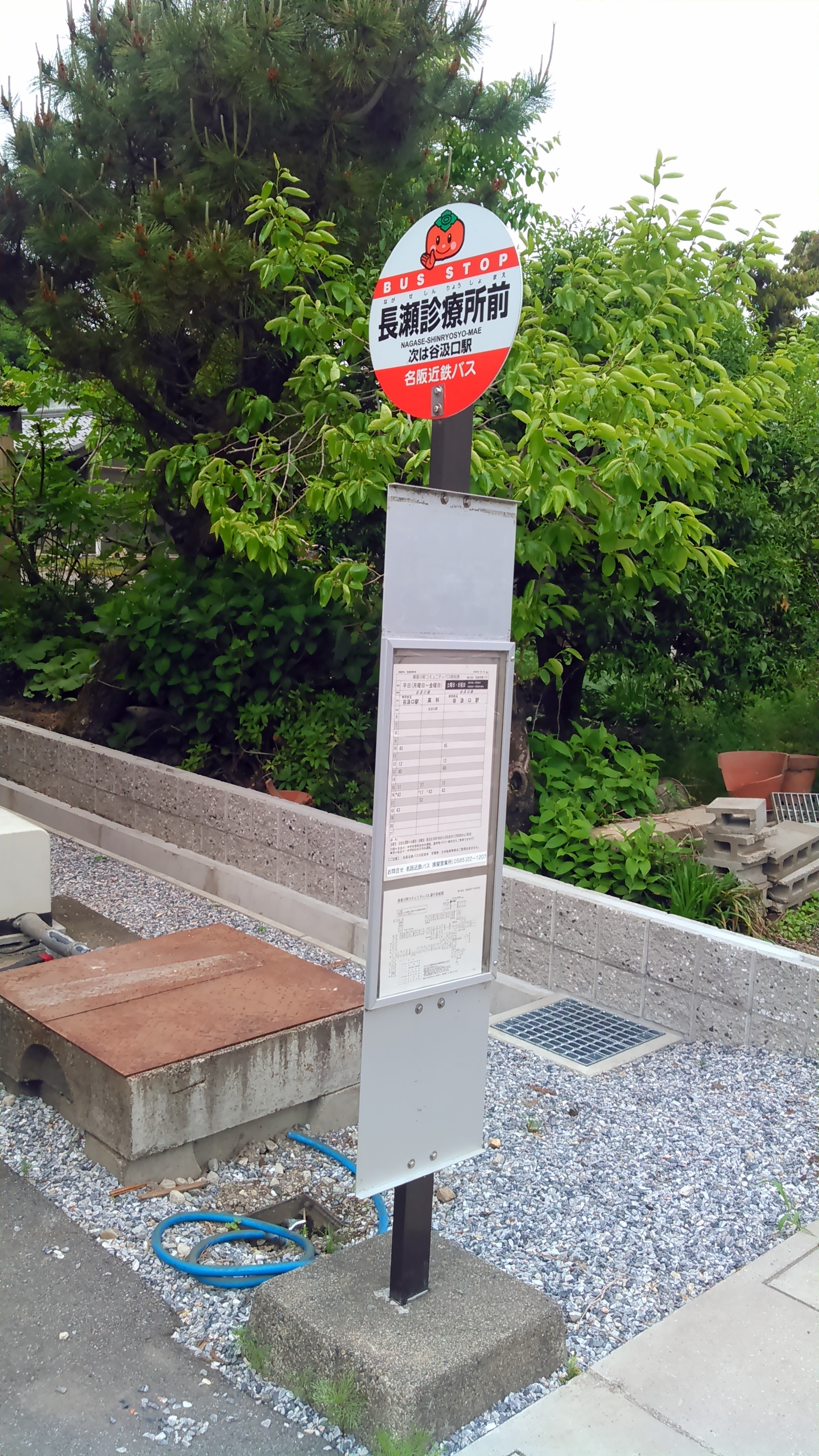
長瀬診療所前バス停 （2017年5月）

## 隣の駅
名古屋鉄道
谷汲線
長瀬駅 - 長瀬茶所駅 - 結城駅